# جيوسيبي روسيني
جيوسيبي روسيني (23 أغسطس 1986 بباري في إيطاليا - ) هو لاعب كرة قدم بلجيكي في مركز الهجوم. شارك مع منتخب بلجيكا تحت 21 سنة لكرة القدم. أما مع النوادي، فقد لعب مع آود هيفرلي لوفين وزولته فاريجيم وكيه في ميخيلين ونادي أوترخت ونادي بروغريس نيدركورن ونادي رويال شارلروا ونادي سينت ترويدن ونادي كورتريك.

## وصلات خارجية
- جيوسيبي روسيني على موقع قاعدة بيانات كرة القدم.إي يو (الإنجليزية)
- جيوسيبي روسيني على موقع Soccerway.com (الإنجليزية)